# 瑞西 (洛特-加龙省)
瑞西（法語：Jusix）是法国洛特-加龙省的一个市镇，位于该省西北部，加龙河左岸，和吉伦特省接壤，属于马尔芒德区。该市镇总面积7.5平方公里，2009年时的人口为111人。

## 人口
瑞西人口变化图示